# Karnizmus
A karnizmus (húsevés) egy domináns hitrendszer, amit sokféle védekező mechanizmus és javarészt nem vitatott feltevés támogat; olyan uralkodó ideológia, ami elősegíti, hogy az emberek támogassák az állati termékek használatát, különösen a húsfogyasztást.
A karnizmus fogalmát Melanie Joy alkotta meg 2001-ben, ebből írta doktori disszertációját 2003-ban, majd népszerűsítette a Miért szeretjük a kutyákat, esszük meg a disznókat és viseljük a teheneket? című könyvében. Az elnevezést az angol carnivorous (magyarul: húsevő) szóból képezte.

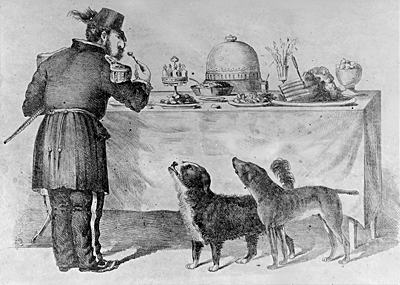
Joshua Norton húst eszik, kóborkutyák, Bummer és Lazarus nézik

Az ideológia központi gondolata, hogy a húsevés természetes, normális, szükséges és helyes cselekedet. A karnizmus fontos jellemzője, hogy az emberek az állatok ételként besorolt fajaival szemben olyan különös kegyetlenséggel járnak el, amit más állatfajokkal (hobbiállat, vadállat stb.) szemben elfogadhatatlannak – állatkínzásnak – tartanak és elutasítanak. Ez a diszkrimináció viszonylagos és kultúránként változik, így például a kutyák evése némely ember számára elfogadott Koreában, míg nyugaton háziállatként kezelik őket, viszont a szarvasmarhákat a nyugati államokban eszik meg, ellentétben Indiával ahol védelmet élveznek, szent állatként tekintenek rájuk.

## Történelem

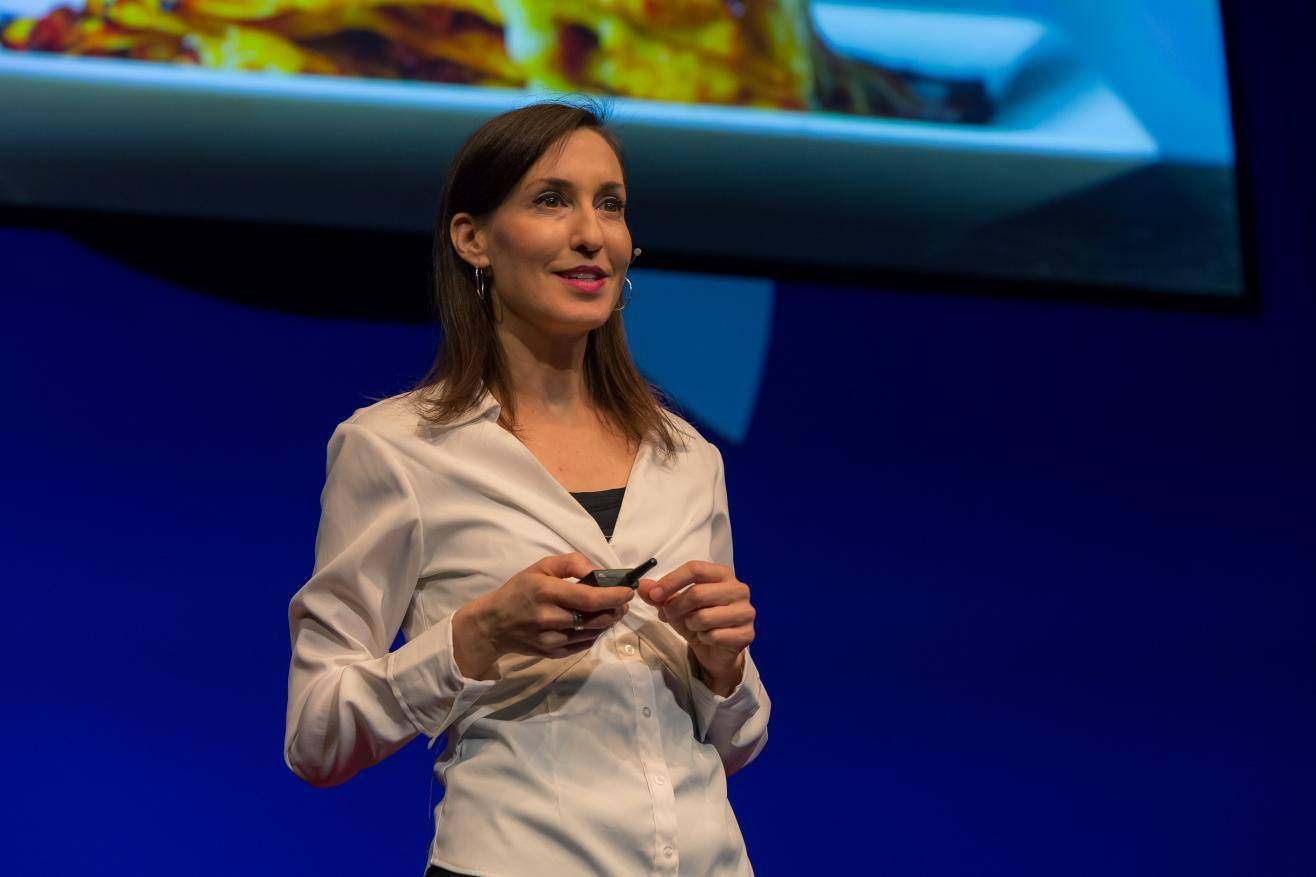
Melanie Joy TEDx előadása a karnizmusról

Renan Larue irodalomtudós elemezve a vegetarianizmus és az ellentétes nézetek történetét az ókori Görögországtól napjainkig, talált bizonyos hasonlóságokat, amit karnista érvekként írt le. Szerinte a karnisták jellemzően úgy tartották, hogy a vegetarianizmus egy nevetséges ötlet, méltatlan a figyelemre, az emberiség felruházott isteni tekintélyénél fogva uralkodik az állatokon és az állatokkal szembeni erőszaktól való tartózkodás fenyegetést jelentene az emberekre nézve. Úgy találta, hogy a véleményt, miszerint a haszonállatok nem szenvednek és a levágásuk előnyösebb, mintha betegségben vagy ragadozók által pusztulnának el, a 19. században szentesítették, de  precedensnek számítanak Porphyry írásai, aki vegetáriánusként támogatta a kíméletes állati termékek előállítását (mint például a gyapjú), amelyek nem igénylik az állatok levágását.
Az 1970-es évek hagyományos véleményét, morális viszonyulását az állatokhoz megváltoztatták az állati jogok szószólói, beleértve a pszichológus Richard D. Rydert, aki 1971-ben vezette be a fajizmus fogalmát. 2001-ben Melanie Joy pszichológus és az állati jogok szószólója megalkotta a karnizmus fogalmát, ami egyfajta fajizmusnak tekinthető. A karnizmus leírja azokat a főleg tudattalan folyamatokat, amik lehetővé teszik az állatok élelmiszerként történő felhasználását és megölésüket húsukért. Joy összehasonlítja a karnizmust a patriarchátussal, amellett érvel, hogy mindkettő domináns ideológia, amelyek széles körű elterjedtségük miatt nem megkérdőjelezettek:
„Nem úgy látjuk a karnizmust, mint a vegetarianizmust – feltételezések összességét az állatokról, a világról, magunkról. Ehelyett úgy látjuk, mint egy adott természetes dolgot, amit csinálni kell, mint ahogy az mindig is volt és mindig is lesz. Gondolkodás nélkül esszük az állatokat, anélkül hogy belegondolnánk, mit csinálunk igazából és miért, mert az e magatartás mögött húzódó hitrendszer láthatatlan számunkra. Ezt a láthatatlan hitrendszert hívom karnizmusnak.”
Sandra Mahlke érvelése szerint a karnizmus a központi motívuma a fajizmusnak, mert a húsevés  ideológiai alapot képez az állatok másfajta kizsákmányolására is.

## A karnizmus jellemzői

### Ehető vagy ehetetlen
A karnizmus központi álláspontja, hogy emberi sémák, hitek és vágyak szerint vannak az állatok besorolva ehető, ehetetlen, hobbiállat, kártevő, ragadozó vagy szórakoztató (házi)állat stb. kategóriákba. Kultúránként változik, hogy melyik állatok számítanak élelmiszernek. A kutyákat megeszik Kínában és Dél-Koreában, de máshol nem élelmiszerként tekintenek rájuk; Európában sok helyen a kutya az ember legjobb barátja, de Közel-Keleten és Indiában tisztátalan állatként tekintenek rájuk. Szarvasmarhákat esznek nyugaton, de Indiában tiszteletet élveznek. A disznókat tisztátalan állatként kezelik és ezért nem fogyasztják muszlim és zsidó vallásúak, de az emberiség nagy része ehető haszonállatként sorolja be. Melanie Joy és más pszichológusok amellett érvelnek, hogy ezek a besorolások determinálják viszonyulásunkat az állatokhoz, hatással vannak az állatok érzelmi és megismerő képességeinek szubjektív megítélésére, csökkentik vagy növelik rájuk vonatkozó empátiánkat és erkölcsi aggodalmainkat.

### Húsparadoxon
Jeff Mannes szerint a karnizmus egy az emberek értékrendje, és cselekedetei közötti paradoxonban gyökerezik: elutasítják az állatok bántalmazását, és mégis megeszik őket. Érvelése szerint ez kognitív disszonanciához vezet, melyet egyfajta ködösítéssel, próbálnak csillapítani. 
Kísérletileg bizonyították  a feltevést, hogy a húsparadoxon kognitív disszonanciát okoz a nyugati kultúrkörben szocializálódott embereknél. Inkább fogyasztanak olyan állatokat amelyeket alacsonyabb értelmi, érzelmi képességűnek tekintenek, és fordítva, alacsonyabb értelmi és érzelmi képességűnek tekintik az élelemként elfogyasztott állatokat. Más ok-okozati kapcsolatok: az állatok élelmiszerként vagy nem élelmiszerként történő meghatározása befolyásolja az emberek vélekedését az elfogyasztott állat értelmi képességét illetően; a húsevés okozza, hogy a húsevő emberek alacsonyabb intelligenciát tulajdonítanak az állatoknak. Például egy tanulmányban a megkérdezettek egy általuk nem ismert, egzotikus állatot kevésbé intelligensnek tartottak, ha azt mondták, hogy bennszülöttek vadásszák, míg szárított marhahús fogyasztása után a szarvasmarhák intelligenciáját ítélték alacsonyabbnak.
Egy másik stratégia, hogy nem gondolunk bele, honnan származik az állati termék. Joy érvelése szerint ezért nem tálalják az állatot a fejével, vagy más ép testrészével együtt.
A húsevők nagy része tulajdonképpen nem akar belegondolni, nem tudatosítja, hogy a tárgyként kezelt húsétel egy érző, intelligens állat (sokszor brutális) megölése és feldolgozása után válik élelemmé. Itt tetten érhető, hogy a veganizmus – amely tudatos táplálkozásával és életvitelével védi az állatokat – szöges ellentétben áll a karnizmussal, amit a nem tudatos táplálkozási szokások és viselkedés jellemeznek.

### A karnizmus indoklása
Joy vezette be a Három N indoklás gondolatát, mint írja: a  húsevők szerint a húsfogyasztás normális (normal), természetes (natural) és szükséges (necessary). Joy szerint a Három N indoklás olyan téves ideológiák hivatkozási alapját is képezte, beleértve a rabszolgaságot és a nők szavazati jogának tagadását, amelyeket később széles körben megcáfoltak és elvetettek.
Joy munkájára építve pszichológusok tanulmányokat végeztek az Egyesült Államokban és Ausztráliában, amit 2015-ben publikáltak. Úgy találták, hogy a húsevők nagy többsége húsfogyasztásuk indokát Négy N-re alapozta: természetes (natural), normális (normal), szükséges (necessary), és kellemes (nice). Érvelésük szerint az ember mindenevő (természetes), az emberiség nagy része eszik húst (normális), a vegetáriánus étrendből hiányoznak tápanyagok (szükséges) és a hús jóízű (kellemes).

### Következményei
Bővebben: Globális felmelegedés
Az állattartás a korábbi becsléseknél többel járul hozzá a klímaváltozáshoz.
Fontos tény, hogy a húsevés közvetve felelőssé tehető a globális felmelegedésért, mivel a karnizmust kielégítő húsipar a nagyüzemi állattartás következtében ennek egyik legfőbb okozója. Az állati takarmánytermelés jelentős ivóvíz-mennyiséget és termőtalaj felületet igényel. Emellett a nagyüzemi állattartással járó hatalmas mennyiségű ürülék lokális környezeti problémákat és megbetegedéseket is okoz. Korszerű környezetvédelmi eljárás a biogáztermelés, mely az állati trágyák feldolgozására is alkalmas. 
Az állattartás egészségügyi kihatásai világszerte jelentősek (állategészségügy, állattartás, élelmiszer-biztonság), így az állattartás higiéniája, a vadhús alkalmazása ill. tilalma, és az állatokon előforduló járványok elhárítása (madárinfluenza, sertéspestis). A hús mint élelmiszert az élelmiszer-biztonsági előírások szerint ellenőrzik (NÉBIH). 
A húsfogyasztás hatásait tekintve az utóbbi 40 évben mennyiségileg világszerte megháromszorozódott. Azonban a hús fajtájától és az elkészítési módtól függően lehet egészséges és egészségtelen étel is. A húsétel egészségtelen lehet, ha túl sok zsír, só és tartósítószer van benne. A túl sok húsfogyasztás következményei az olyan civilizációs betegségek, mint például: a túl magas koleszterinszint az, elhízás és a túlsúly, a köszvény, szív- és érrendszeri betegségek, vagy a csontritkulás.
Az ENSZ Élelmezésügyi és Mezőgazdasági Szervezetének 2006-os számítása alapján a hús- és tejtermék célú állattartás a globális felmelegedés 18%-áért felelős. Azonban egyre világosabbá válik a tudósok előtt, hogy az állattartó ágazat ennél jelentősebb szerepet játszik.
Dr. Rajendra Pachaurinak, az ENSZ Éghajlatváltozási Kormányközi Testülete (IPCC) elnökének megjegyzése egy 2008 szeptemberben tartott előadás során a húsfogyasztás csökkentésének szerepéről a globális felmelegedés megfékezésében: „Mióta kitudódott, hogy ma itt előadást fogok tartani, számos e-mailt kaptam olyan emberektől, akiket tisztelek, amelyekben az áll, hogy a 18%-os adat alulbecslés; alacsony érték, és a valóságos adat sokkal magasabb.”

## Fordítás
- Ez a szócikk részben vagy egészben  a   Carnism című angol Wikipédia-szócikk ezen változatának fordításán alapul.  Az eredeti cikk szerkesztőit annak laptörténete sorolja fel. Ez a jelzés csupán a megfogalmazás eredetét és a szerzői jogokat jelzi, nem szolgál a cikkben szereplő információk forrásmegjelöléseként.